# Schwarzährige Segge
Die Schwarzährige Segge (Carex melanostachya), auch Nickende Segge genannt, ist eine Pflanzenart aus der Gattung der Seggen (Carex) innerhalb der Familie der Sauergrasgewächse (Cyperaceae).

## Beschreibung

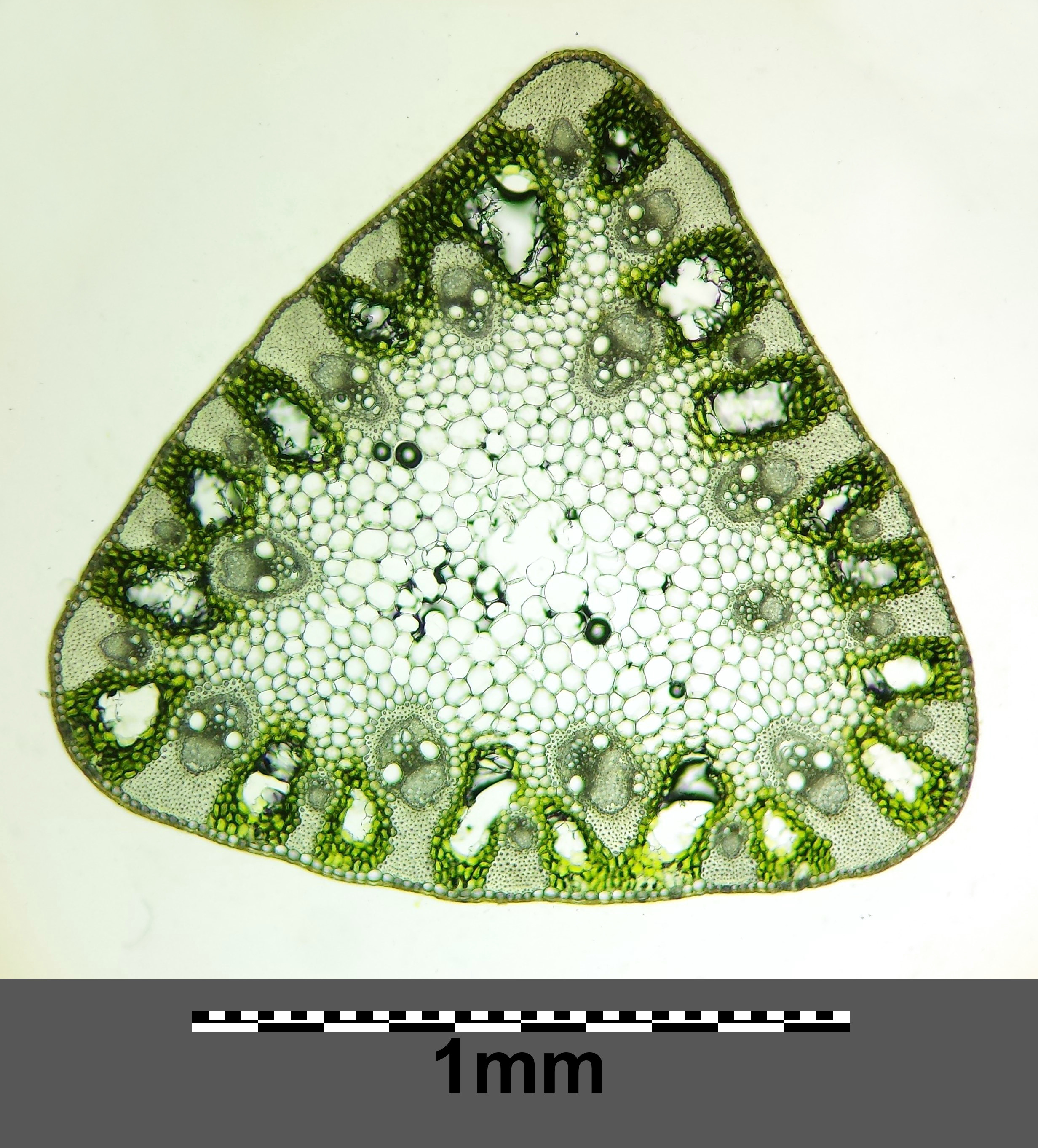
Der Stängel ist im Querschnitt stumpf dreikantig.

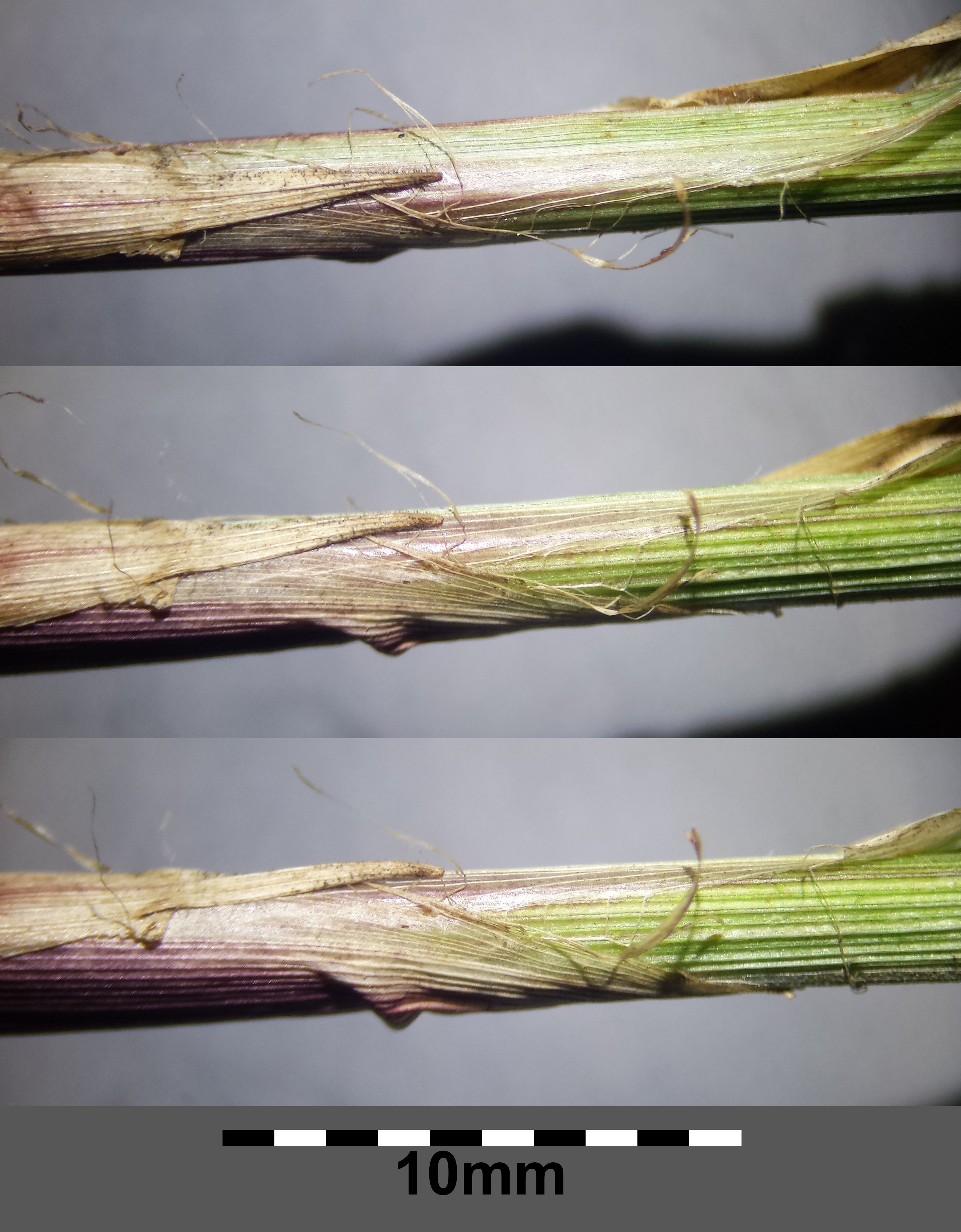
Die Laubblattscheiden zerfasern beim Aufreißen stark.

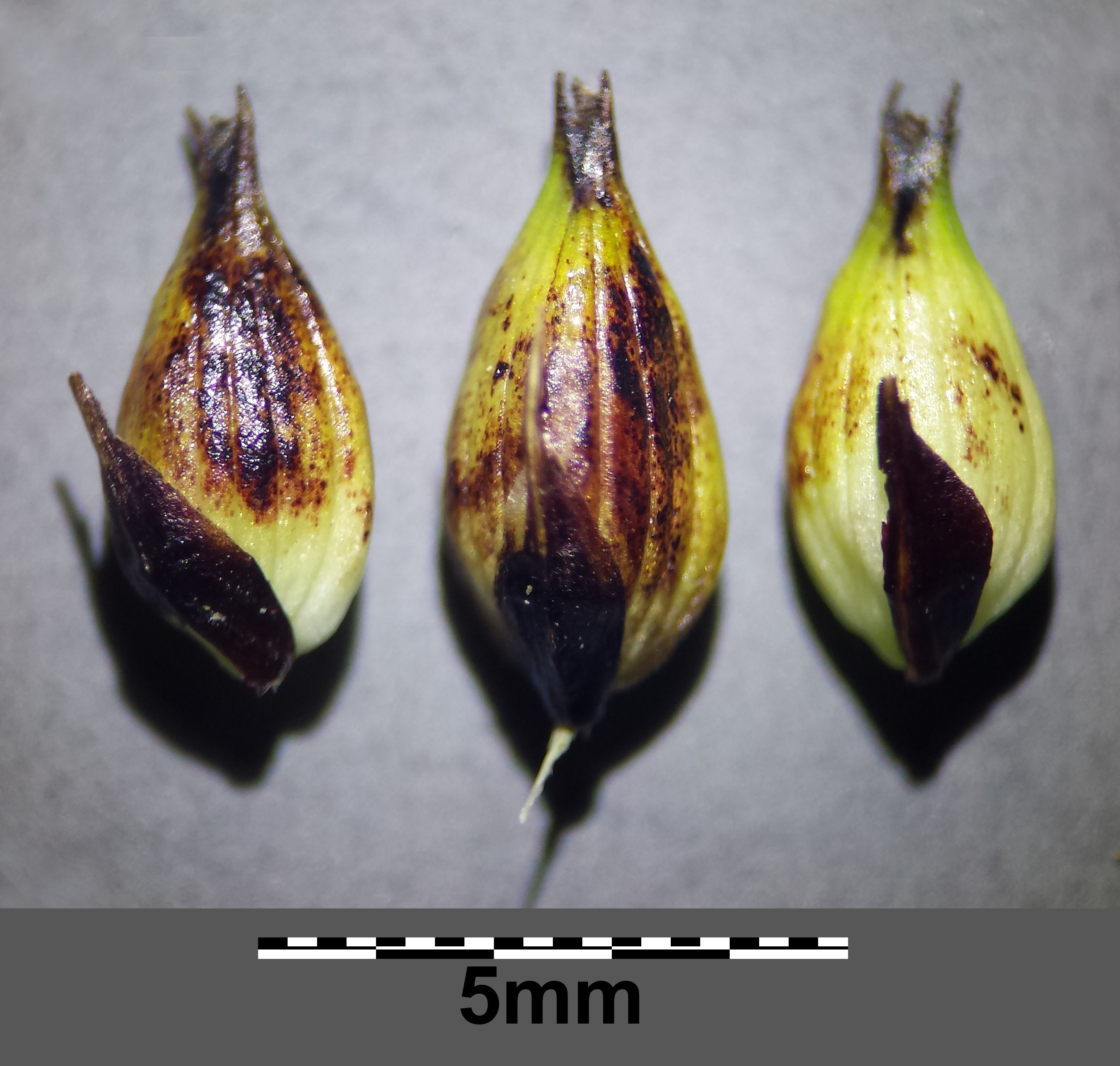
„Angesengt“ wirkende Schläuche mit schwarzbraunen Deckblättern. Die Schläuche weisen eingesenkte Längsnerven auf.

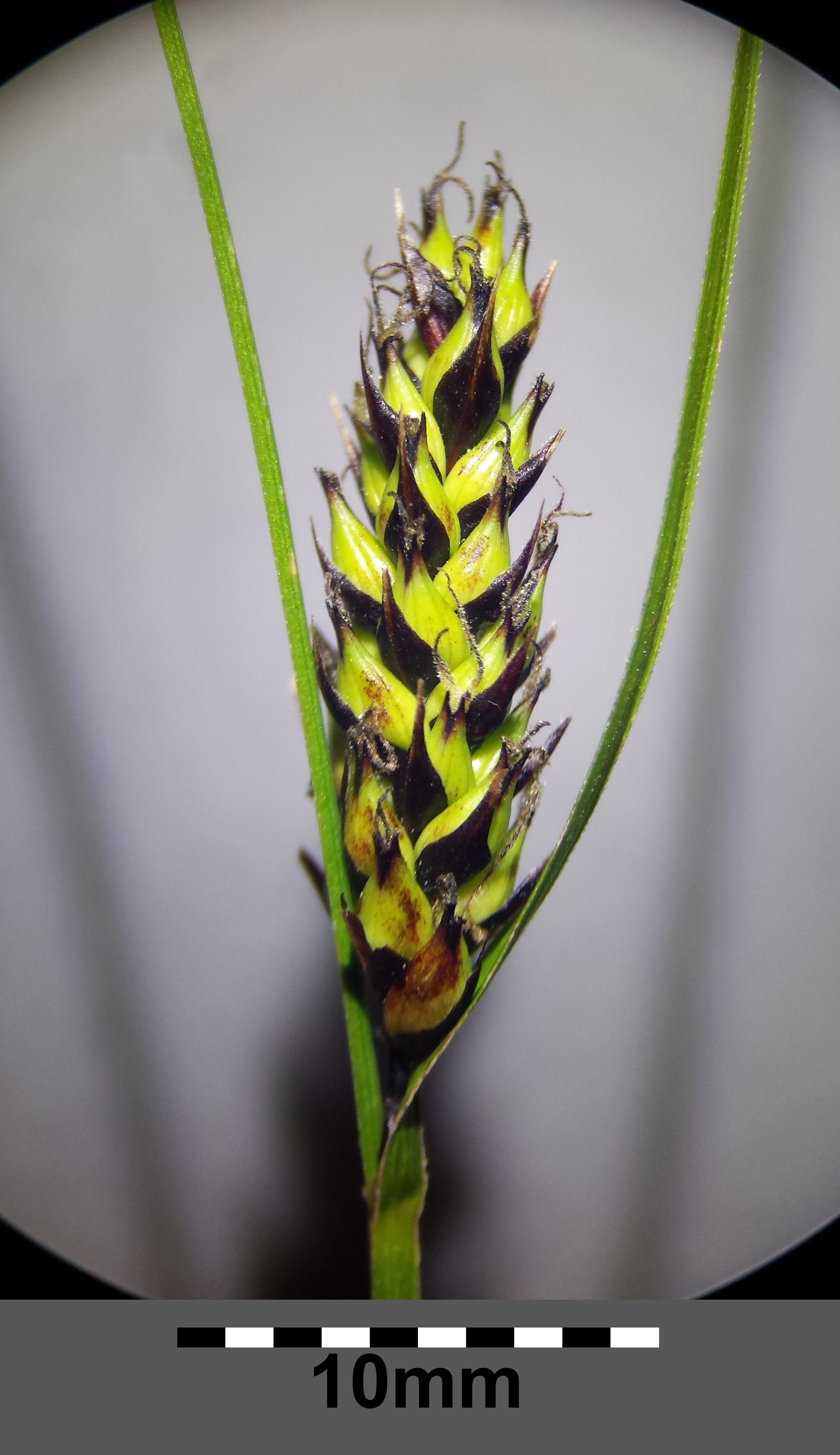
Weibliche Ähre

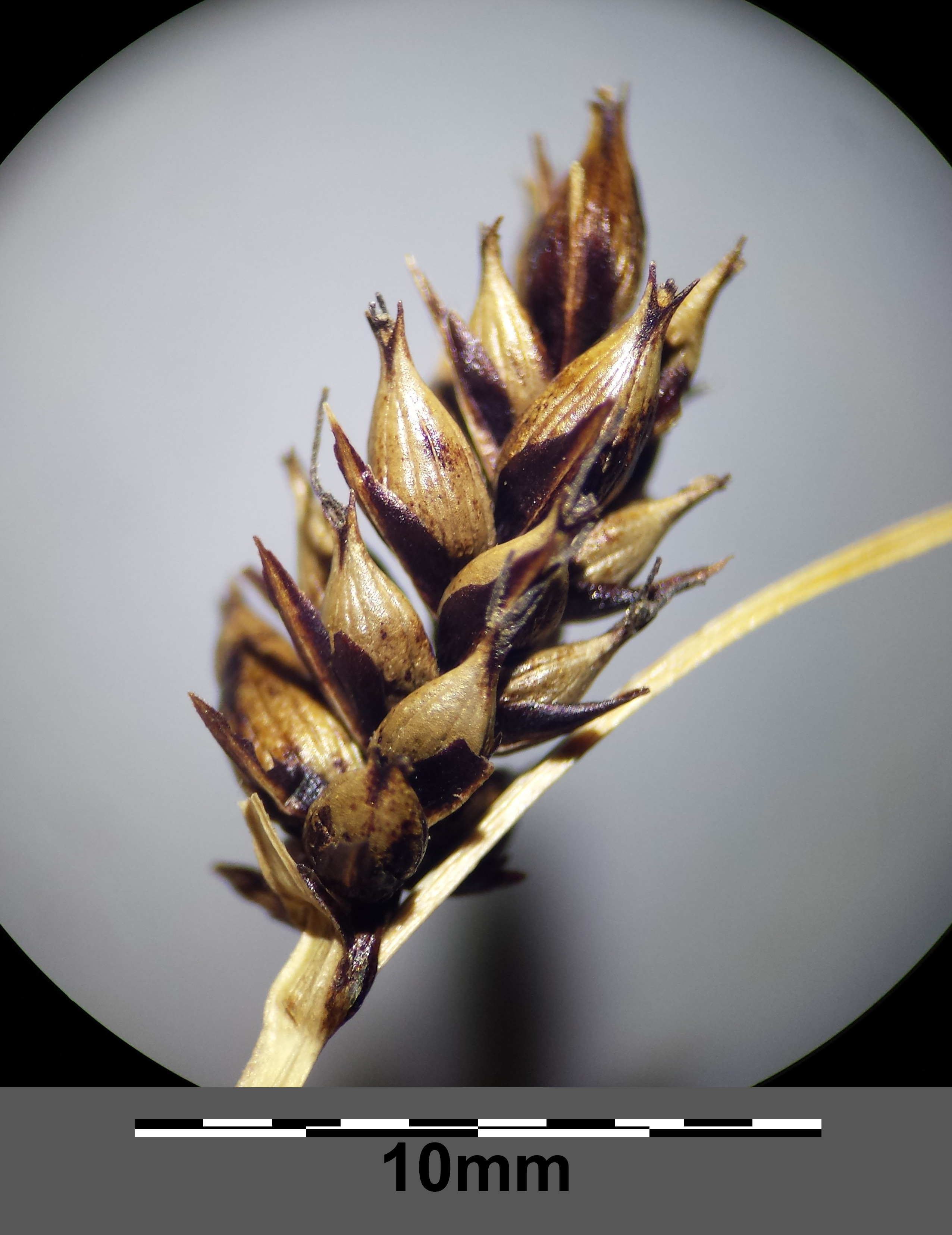
Fruchtende weibliche Ähre

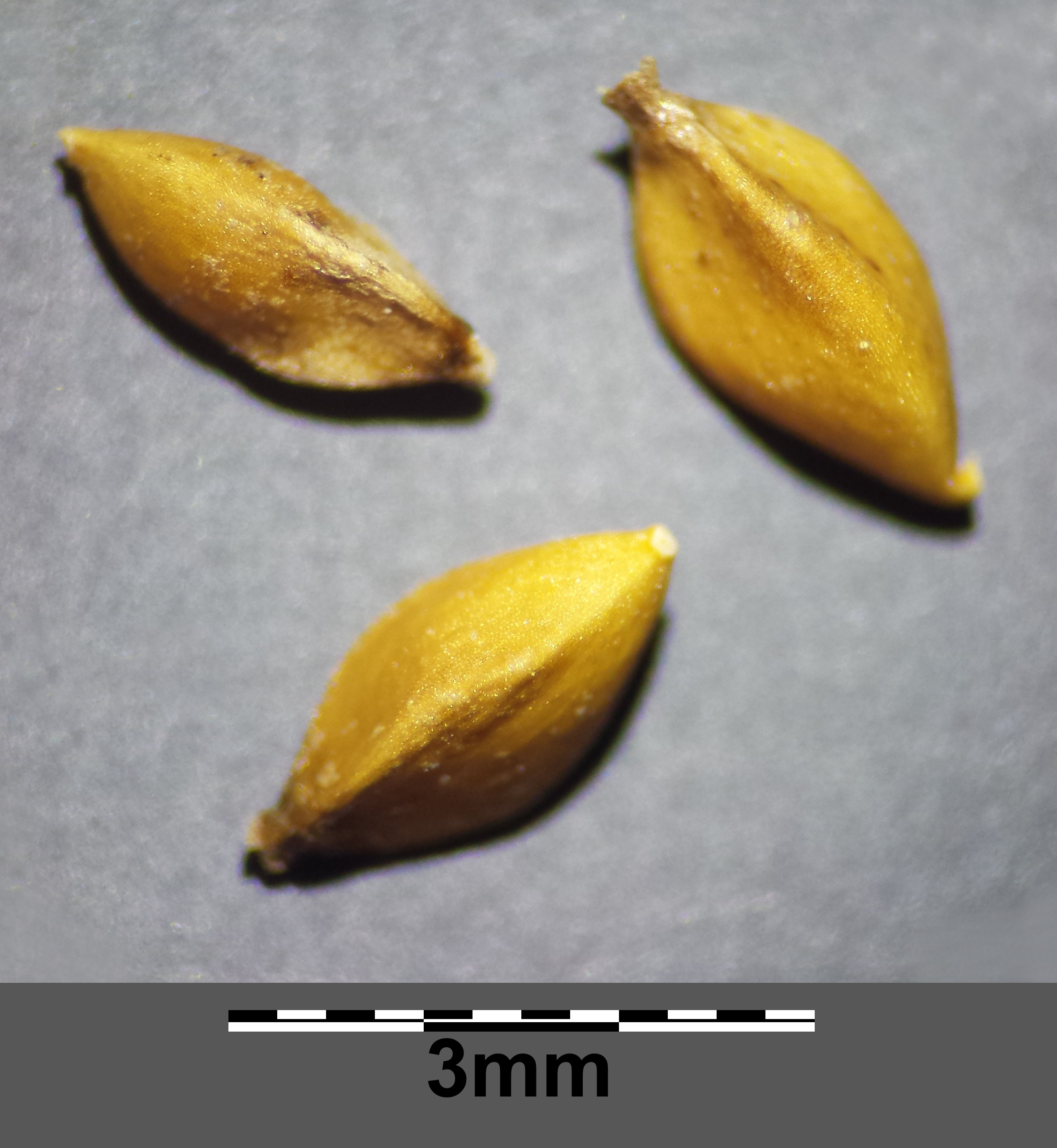
Nüsse

### Vegetative Merkmale
Die Schwarzährige Segge ist eine ausdauernde krautige Pflanze, die Wuchshöhen von 30 bis 50, selten bis zu 100 Zentimetern erreicht. Sie bildet Ausläufer. Die aufrechten Stängel sind stumpf dreikantig, glatt und nur im oberen Bereich etwas rau. Die Laubblätter sind meist kürzer als der Stängel, 2 bis 3 Millimeter breit und am Rand zurückgerollt. Die grundständigen Blattscheiden sind dunkel-purpurfarben und zerfasern netzartig.

### Generative Merkmale
Die Blütezeit reicht von Mai und Juni. Die Schwarzährige Segge ist eine verschiedenährige Segge. Es gibt meist zwei, selten ein oder drei, männliche Ährchen, die mit einer Breite 2 bis 3 Millimetern relativ schmal sind. Die zwei bis drei weiblichen Ährchen sind bis zu 3,5 Zentimeter lang sowie 5 bis 7 Millimeter breit; sie stehen entfernt und aufrecht. Lediglich die unteren sind gestielt und nicken. Die Hüllblätter haben keine oder eine kurze Scheide und sind häufig länger als die Blütenstände. Die Tragblätter sind dunkel-purpurfarben und haben einen grünlichen Mittelstreifen; sie sind lanzettlich mit zugespitztem oberen Ende und nur etwas kürzer als die Schläuche. Der Griffel endet in drei Narben. Der oliv-grüne und kahle Schlauch ist bei einer Länge von 3,5 bis 5, selten bis zu 6 Millimetern ei- bis kegelförmig, bikonvex und längsfurchig. Er geht allmählich in den zweizähnigen Schnabel über.
Die Frucht ist eiförmig, dreikantig und gelb-braun.

## Vorkommen
Carex melanostachya ist von Europa über Westasien bis ins nordwestliche China weitverbreitet. Sie ist ein meridionales bis subtemperates, kontinentales Florenelement. In Europa kommt sie vor in den Ländern Frankreich, Deutschland, Italien, Österreich, Polen, Tschechien, Slowakei, Ungarn, Slowenien, Kroatien, Bosnien-Herzegowina, Serbien, Kosovo, Bulgarien, Rumänien, Ukraine, Moldau, Russland, und Türkei. In der Schweiz kommt die Art nicht vor.
Sie wächst in feuchten Wiesen und Gräben auf anmoorigen Böden mit schwankendem Wasserstand, teilweise auch auf salzigen Böden. Sie ist in Mitteleuropa auf die colline Höhenstufe beschränkt. Sie ist sehr selten, in Deutschland kommt sie nur im Elbetal bei Magdeburg vor, in Österreich in Niederösterreich, Burgenland, Steiermark, sowie in der Tschechischen Republik. Sie gedeiht in Pflanzengesellschaften der Verbände Magnocaricion oder Alno-Ulmion.

## Taxonomie
Die Erstveröffentlichung von Carex melanostachya erfolgte 1805 durch Friedrich August Marschall von Bieberstein in Carl Ludwig Willdenow: Species Plantarum 4, S. 299. Synonyme für Carex melanostachya M.Bieb. ex Willd. sind: Carex nutans Host nom. illeg., Carex nutans var. japonica Franch. & Sav., Carex nutans var. major Boeckeler, Carex bicuspidata Regel ex V.I.Krecz., Carex juncoides J.Presl & C.Presl, Carex ledebourii Boiss. & Buhse, Carex bornmulleri Kük., Carex ripariiformis Litv., Carex sulcata Schur.